# Palacehuset

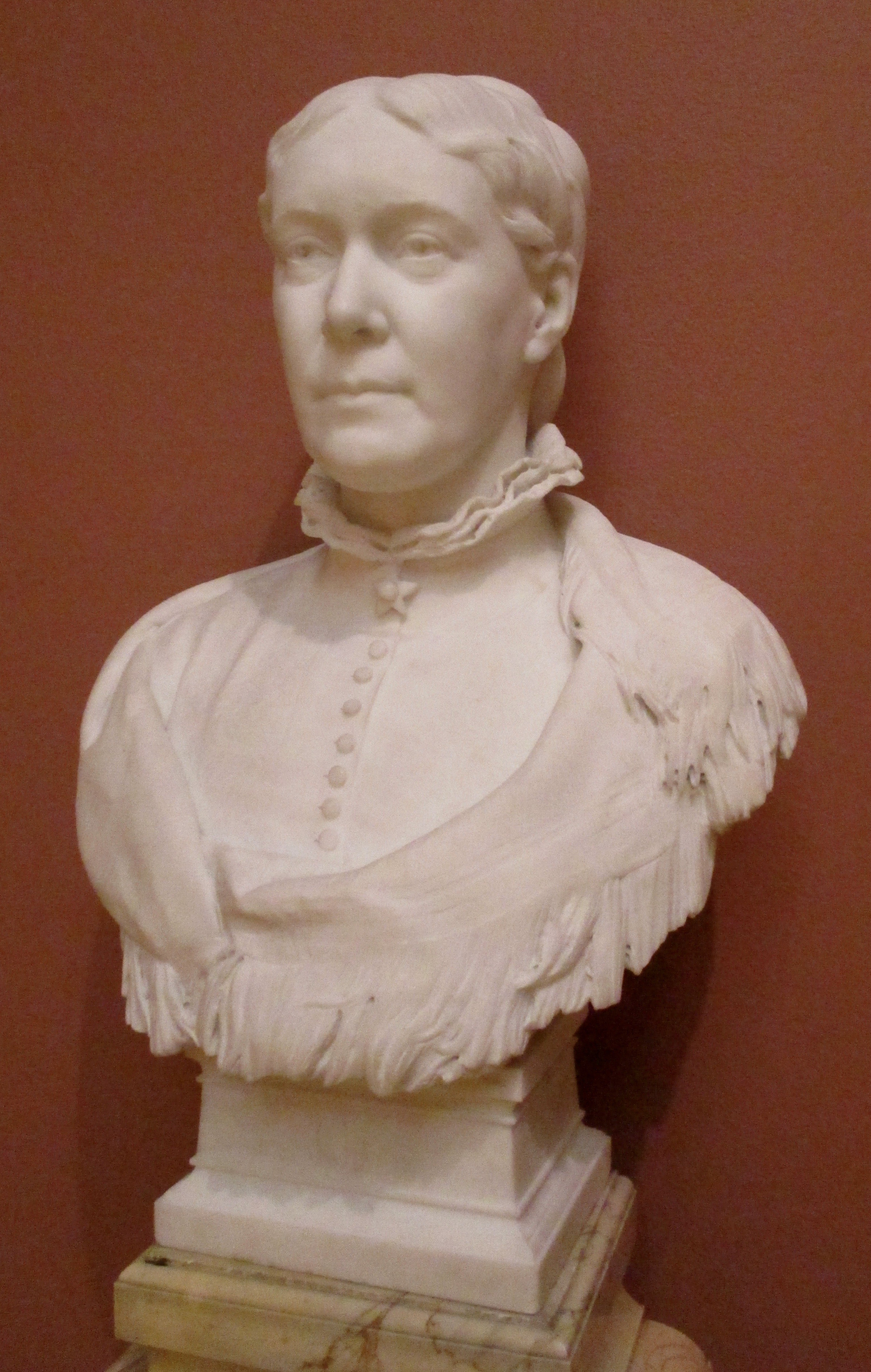
Göthilda Fürstenberg marmorbyst av Per Hasselberg från 1885 i Fürstenbergska galleriet, Göteborgs konstmuseum, F179.

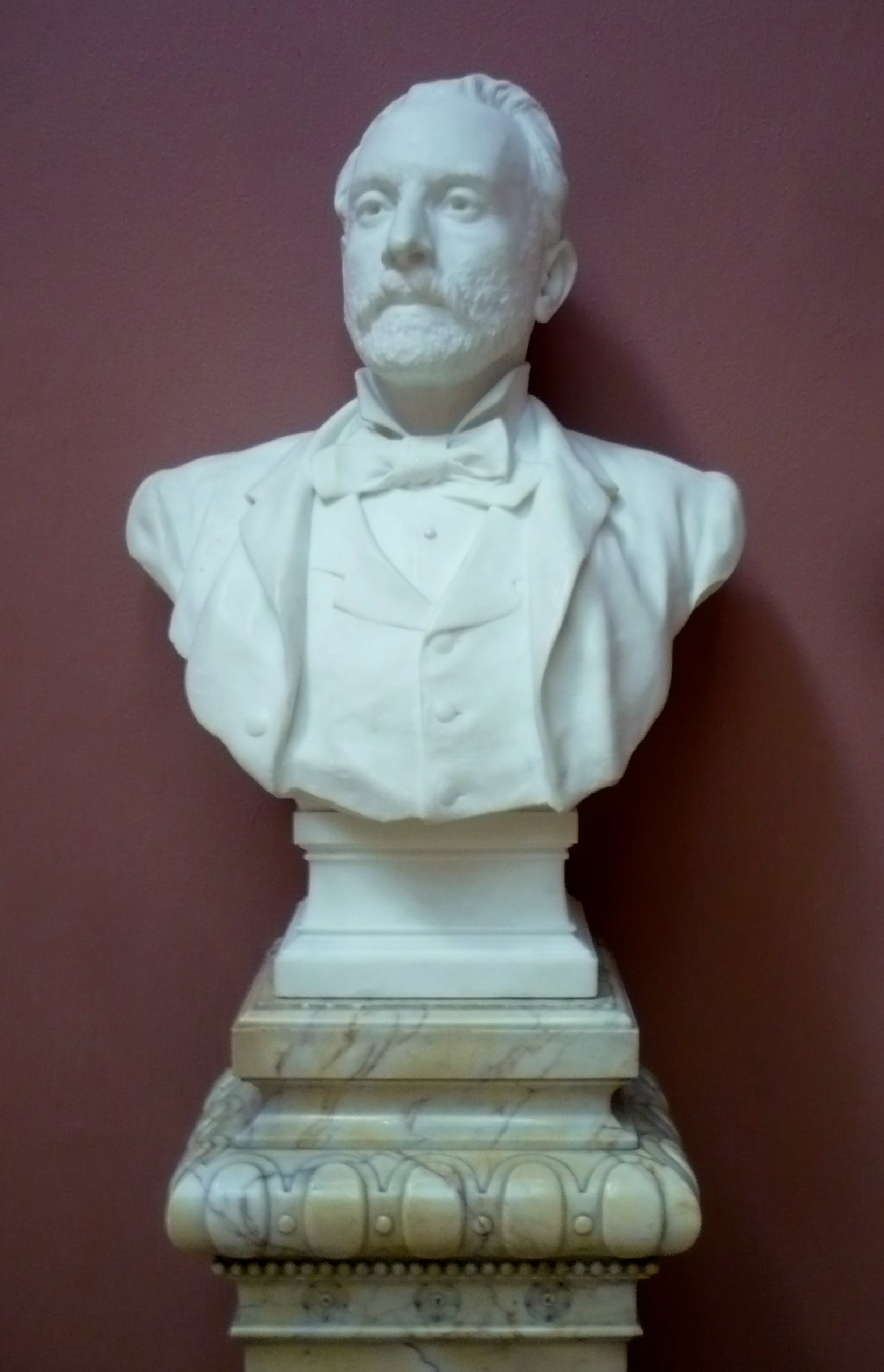
Pontus Fürstenberg marmorbyst av Per Hasselberg i Fürstenbergska galleriet, Göteborgs konstmuseum, F178.

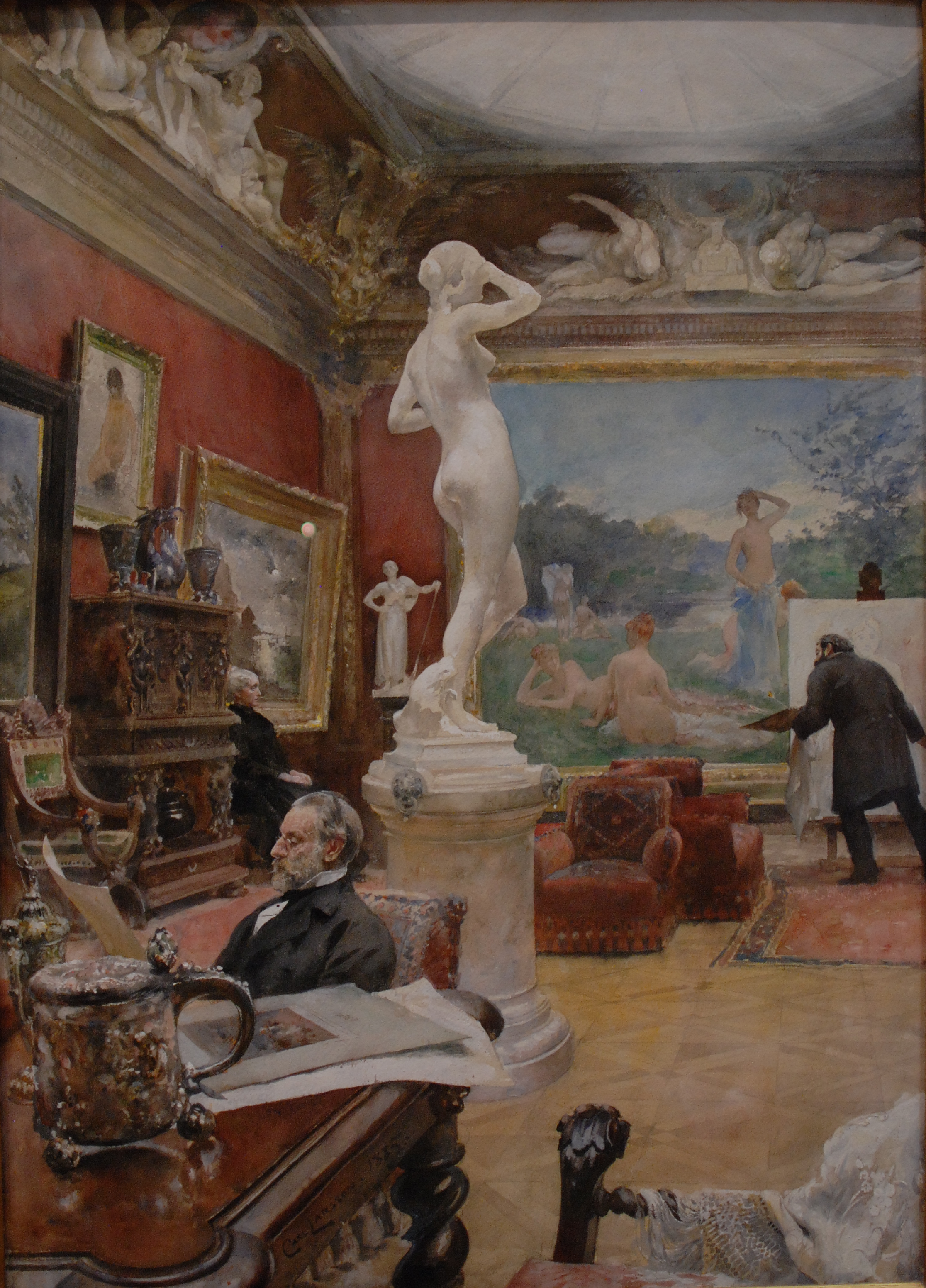
Interiör från Fürstenbergska galleriet av Carl Larsson 1885, med målaren Ernst Josephson och de sittande makarna Fürstenberg.

Palacehuset, tidigare kallat Sockerbruket och Fürstenbergska palatset, är en palatsliknande fastighet vid Södra Hamngatan 2 i Brunnsparken, Göteborg. Huset uppfördes som sockerbruk för handelsman Niclas Jacobsson och ritades av arkitekten och överintendenten Carl Hårleman, började byggas i november 1749 och invigdes 14 maj 1751. Den ursprungliga anläggningen bestod av en central byggnad mot Södra Hamngatan och två flyglar kring en gård. Det dåvarande sockerbruket vände sin framsida mot Norra Hamngatan, dit en träbro ledde. Men efter att kanalen åt Södra Hamngatan fylldes igen 1861, vänder byggnaden numera sin framsida åt det hållet. Vid bränderna 1792 och 1813 förstördes stora delar av palatset, men återuppbyggdes.

## Historia
I mitten av 1700-talet ägde viktiga omdaningar rum i trakten av Österport. Den gamla "slyssen" med stadens "mjölekvarn" byggdes om, och ungefär samtidigt fylldes en kanal igen för första gången i stadens historia. Det gällde då att bredda holmen, där den gamla järnvågen (senare flyttad till Pustervik) var belägen. År 1749 anhöll handlanden Niclas Jacobsson hos landshövdingeämbetet om tillstånd att till "Såckerraffinaderiwärk" få sig upplåten "en sandrevel i Stora hamnen öster om det nya packaretorget, lika brett som detta och 90 alnar långt, på alla sidor omgivet av vatten... Och blir platsen med vackra stenhus bebyggd, så vinner staden därigenom en ansenlig prydnad." Byggnaden beskrivs av en samtida källa: "Såckerbruket är anlagt mitt uti sjelfva hamnen, därest först pålades, sedan fylldes med grus och sand, samt grundmurades så duktigt att en så präktig byggnad, stort sirat och nyttigt värk, kan nu stå där, hvarest fordom vattnet kastade sitt skum och vältrande böljor."
I början av 1800-talet förvärvades fastigheten av krigskollegium som använde delar av lokalerna för sockertillverkning fram till 1841, då bank- och affärsmannen Eduard Magnus köpte huset och byggde om det till en fyrfamiljsvilla på 6 000 kvadratmeter. Familjens dotter Göthilda Magnus ärvde huset 1879. Hon och hennes man Pontus Fürstenberg flyttade in i palatset efter giftermålet i maj 1880. Huset hade då byggts om till en enfamiljsvilla, signerad arkitekten Adrian C. Peterson. Paret lät även en rad unga konstnärer bo i huset och som ersättning för mat och husrum fick de utsmycka huset. Några av dessa konstnärer var Carl Larsson, Anders Zorn, Bruno Liljefors, Ernst Josephson, Hugo Birger och Herman Norrman samt skulptören Per Hasselberg, som samordnade den konstnärliga verksamheten. 
Efter ett tag räckte inte huset till för all konst och man byggde därför ytterligare en våning, som stod klar 1885 och som då kom att kallas Fürstenbergska galleriet. Den första elektriska taklampan i Göteborg fanns i huset och det första rikssamtalet som ringdes med telefon skedde från denna fastighet under makarna Fürstenbergs tid. Makarna Fürstenberg testamenterade fastigheten och sin konstsamling till Göteborgs stad. Numera finns denna konstsamling på Göteborgs konstmuseum. Efter en större ombyggnad av Oswald Westerberg under 1906, då Palatset byggdes om till hotell, invigdes det 28 oktober 1907 under namnet Palace Hotel. År 1908 öppnades källarkrogen Gyllene Hornet, allmänt kallad Gropa. Under lång tid var Palace hotell det ledande i Göteborg och både statschefer och kungligheter har bott där under sina besök i staden. 
Under husets tid som Palace Hotel var bottenvåningen mot Brunnsparken inredd som en stor matsal, och utanför låg hotellets populära sommarveranda. 1968 förvandlades matsalen till kontor för Stockholms Enskilda Bank och verandan revs. I samband med sammanslagningen med Skandinaviska Banken lämnade Stockholms Enskilda Bank lokalen. År 1972-1992 bedrev Wermlandsbanken verksamhet i Palacehuset. År 1993 återställdes den före detta matsalen till restauranglokal och utsmyckningen i vitt och guld renoverades. Redan 1968 upphörde hotellverksamheten och huset var tänkt att rivas, men står kvar än idag. Sedan 1993 finns i huset bland annat Hotel Pigalle. Puben John Scott’s har ingång mot Brunnsparken.
År 1807 låg Slaktarehuset (slakthuset) cirka tio meter utanför Palacehusets östra gavel, med samma längd på huset som Palacehusets bredd.

## Klassning för bevarande
Området Inom Vallgraven, där Palacehuset står ingår i kommunens bevaringsprogram med: Bevaringsprogram 1975 (området kring Stora Hamnkanalen-Gustaf Adolfs Torg, Västra Hamngatan-Domkyrkan med omgivning, Kronhuskvarteret, Stora Nygatan, området kring Sociala huset samt sju enstaka byggnader) och Värdefulla miljöer 1985 (hela området utom den nya bebyggelsen i Östra Nordstaden). Dessutom är området i dess helhet utpekat som riksintresse för kulturmiljövården enligt de bestämmelser om numera återfinns i 3 kap 6 § miljöbalken.

## Personalbron
Från Norra Hamngatan leder en bro över Stora Hamnkanalen in i Palacehusets kök. Bron är av gammalt datum och är försedd med två lyktstolpar.